# Kafr el-Muṣīlḥa
Kafr el-Muṣīlḥa (Arabo كفر المصيلحة), è un centro abitato di 9.883 abitanti, che fa parte del Governatorato di al-Manūfiyya (Egitto).

Con l'espansione della capitale del Governatorato, Shibīn el-Kōm, il borgo divenne parte di questa città.
Le personalità di maggior rilievo di Kafr el-Muṣīlḥa sono ʿAbd al-ʿAzīz Fahmī (1870-1951), popolare ministro della Giustizia in epoca monarchica, e Hosni Mubarak, Presidente dell'Egitto dal 14 ottobre 1981 all'11 febbraio 2011, quando fu deposto in seguito a imponenti manifestazioni di piazza avverse al regime.